# 聶文進
聂文进（？—951年1月1日），五代十国后晋、后汉将领，并州人。
聂文进年轻时为军卒，善书算，侍奉在刘知远帐下，刘知远镇太原，官至兵马押司官。刘知远即位，授枢密院承旨，历领军、屯卫大将军，升任右卫大将军，仍领旧职。郭威为枢密使，他随同出征，骄横未改。聂文进担任右领军大将军，入谢，召诸将军在朝堂设宴，仪鸾、翰林、御厨供帐饮食，有司不敢弹劾。因为长久不升官，深怀怨望，与李业等人谋杀杨邠等。史弘肇等遇害前夕，聂文进与同党预作诏书，制置朝廷，文字都出自聂文进之手。聂文进点阅兵籍，征发军士，指挥取舍，以为己任，堵塞了内外禀告德通道。郭威在邺都听说杨邠等遇害，开始以为聂文进没有参与，一看诏书都是聂文进手迹，开始大骂他。郭威过封丘，汉隐帝至北郊，聂文对李太后说：“臣在此，即使一百个郭威，也可捉拿来，请宫中勿忧。”慕容彦超败走时，聂文进当夜还召同党痛饮，歌笑自如。第二天，隐帝遇弑，聂文进逃跑，被军士追上枭首。